# Selaginella strigosa
Selaginella strigosa är en mosslummerväxtart som beskrevs av Richard Henry Beddome. Selaginella strigosa ingår i släktet mosslumrar, och familjen mosslummerväxter. Inga underarter finns listade i Catalogue of Life.